# 하리스 세페로비치
하리스 세페로비치(보스니아어: Haris Seferović, 1992년 2월 22일, 스위스 주르제 ~ )는 스위스의 축구 선수로, 포지션은 스트라이커이며 현재 알와슬 소속이다.

## 클럽 경력
세페로비치는 1999년에 FC 주어제의 유소년팀에서 활약하다가, 5년 후인 2004년 여름에 루체른으로 이적하였다. 루체른 유소년팀에서의 3년 후, 그는 그라스호퍼로 스카웃 되었고, 2009년 4월 26일, 그는 뇌샤텔 크사막스와의 스위스 슈퍼리그 경기에서 데뷔전을 치르었다. 2010년 1월, 그는 루체른 칸톤 올해의 신인 선수로 선정되었다. 2010년 1월 29일, 피오렌티나는 스위스 U-17 국가대표팀 우승 주역을 그라스호퍼에서 영입하였다. 다음 날, 보라 군단 (La Viola) 은 협상을 완료하였다고 발표하였다. 이 젊은 선수는 피오렌티나의 프리마베라 팀에 배정되었다.
2011년 8월 4일, 세페로비치는 스위스 슈퍼리그의 클럽 뇌샤텔 크사막스로 임대되었다.
2012년 1월 27일, 세페로비치는 1월 이적시장 기간에 세리에 A 클럽 레체로 임대되었다.

### 레알 소시에다드
2013년 여름, 세페로비치는 레알 소시에다드와 4년 계약을 체결하면서 이적을 마무리하였다.
2013년 8월 16일, 그의 라 리가 데뷔전에서, 세페로비치는 홀로 헤타페를 상대로 치핑슛으로 득점하여, 2-0 승리에 일조하였다. 며칠 후, 세페로비치는 놀라운 발리슛을 성공시켰고, 레알 소시에다드는 올랭피크 리옹과의 UEFA 챔피언스리그 2013-14 플레이오프 예선전 원정 경기에서 2-0 승리를 거두었다.

## 국가대표팀 경력
세페로비치는 나이지리아에서 열린 2009년 FIFA U-17 월드컵에서 우승한 스위스 U-17 국가대표팀의 주역이며, 그는 이 대회의 득점왕이었다. 2013년 보스니아가 슬로베니아전을 앞두었을 때, 세페로비치는 보스니아 헤르체고비나 국가대표팀에 차출되기만을 원하였었다. 그러나, 그는 2013년 2월 6일에 스위스 국가대표팀 차출에 합의하였다.

### 국가대표팀 득점 기록
아래의 점수에서 왼쪽의 점수가 스위스의 점수이다.
| #  | 날짜           | 경기장                           | 상대     | 점수 | 결과 | 대회                      |
| -- | -------------- | -------------------------------- | -------- | ---- | ---- | ------------------------- |
| 1. | 2013년 6월 8일 | 스타드 드 제네브, 제네바, 스위스 | 키프로스 | 1–0  | 1–0  | 2014년 FIFA 월드컵 예선전 |

## 경력
- 2009년 FIFA U-17 월드컵 국가대표
- 2014년 FIFA 월드컵 국가대표

## 수상
스위스
- FIFA U-17 월드컵 : 우승 (2009)

개인
- 2009년 FIFA U-17 월드컵 득점왕
- 2009: 보스니아 U-19 올해의 선수[14]
- 2009: 스위스 올해의 신인 선수